# Maud (Aberdeenshire)
Pour les articles homonymes, voir Maud.
Maud est un village situé dans l'Aberdeenshire, en Écosse.